# 阿多田島

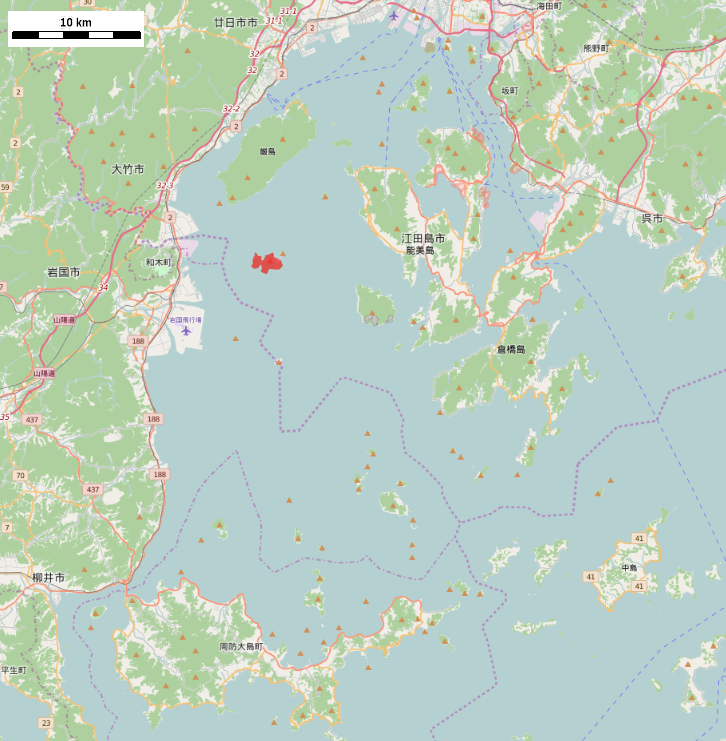
周辺

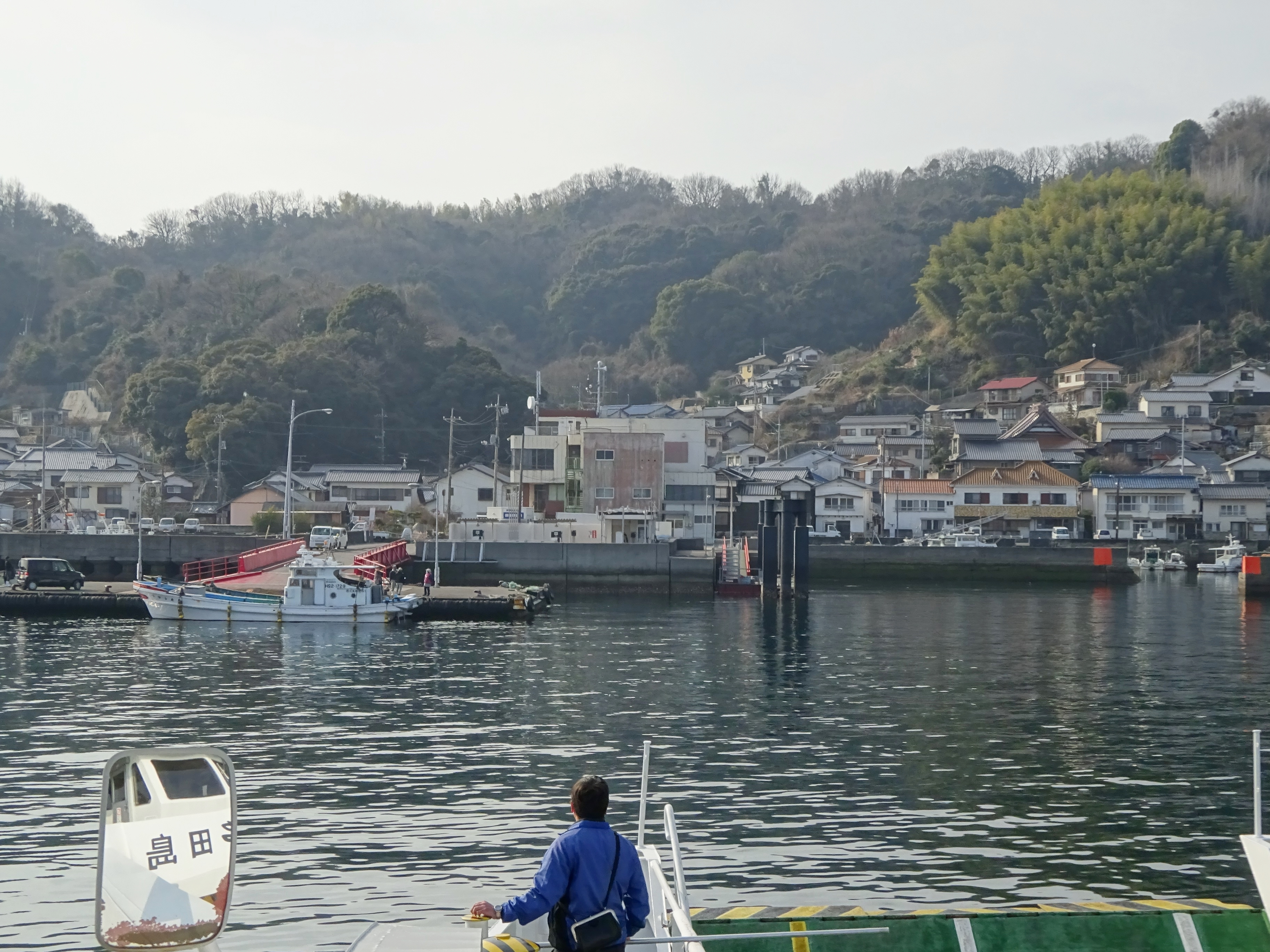
阿多田島の家並みと漁港

阿多田島（あたたじま）は、瀬戸内海の島。有人島である。

## 地理
安芸の宮島（厳島）の南5km、本州広島県大竹市から南東約8.5kmに位置する。北東に隣接するのが猪子島で防波堤兼橋梁を介して繋がっている。全島域が〒739-0607大竹市阿多田。地理的には山口県岩国港が近いが、渡航できるのは大竹港（小方港）のみ。
面積2.41km2、周囲11km（2010年度）。ほぼ山で最高峰は高山204m、次が観音山116m。地質はほぼ花崗岩。
気候は瀬戸内海式気候。島の名である阿多田の由来は「あたたかい」が訛ったとする説もある。
主要産業は漁業。イワシ網漁業（ちりめんじゃこ・いりこ）と、ハマチ・鯛・カキなどの養殖業が有名で、県内でも有数の漁獲量を誇る。古くからイワシ漁で栄え、近年から始まったハマチ養殖は県内ではここだけで行われており産学連携で展開されている。第1次産業従事者は全員漁業従事者で、第2次産業従事者はこれに関連した加工場に勤めており、島の産業は水産業に偏っている。農耕地もあるがあくまで自家用に留まっている。
集落は一つ、2010年現在で人口276人、高齢化率36.6%。2000年から2010年の間で数字で見ると過疎化・高齢化が進んでいる一方で、10世帯増加している。その10年間に限れば水産食品の店舗は減少し水産加工場は幾つか閉鎖され、大竹市立阿多田小学校は2013年に統廃合されている。とはいえ水産業は他と比べ盛んなことから離島漁業でありながら深刻な後継者不足にまでは至っていない。
上水道は海底送水管により本州大竹市内から直接繋がっている。下水道は阿多田漁港周辺を中心に整備されている。携帯電話・光ファイバー・CATVと情報ネットワーク網は構築されている。診療所が1つあり医師が常駐している。また阿多田漁港はその立地から周辺漁場の避難港として整備も考えられている。大竹市が公表するハザードマップでは、漁港および集落のほぼ全域で急傾斜地崩壊危険箇所およびその被害が想定される地域となっており、注意を促している。

## 歴史
この島には“外深浦遺跡”という弥生時代の遺物包含地がある。弥生土器が発見されており、大竹市域で年代がわかる包含地としては唯一のものである。
戦国時代、陶氏家臣の子孫である山本小十郎頼晴は、父の佐兵衛義定が厳島の戦いで死亡するとこの地に移り住み拠点としていた。天正6年（1578年）村上掃部（村上武吉と推定されている）率いる多勢に攻めこまれると、抵抗むなしく敗れ頼晴は自刃した。その自刃の地に住民が松を植え、のち明治初期に頼晴の子孫によりそのそばに石碑「ソウゲ殿の碑」が建てられた。
江戸時代、この地は広島藩領となる。当時からイワシ漁で栄えていた。港にはこの時代に構築された“波除け石垣”が現存している。正徳2年（1712年）島で初めてネズミ被害が発生すると明治時代中期まで数年毎にわたりその被害は住民を悩ませた。悪鼠撲滅の祈祷が行われ、鼠神社が建立されている。
島の東南部に安芸白石灯標事務所、現在の阿多田島灯台資料館が整備されたのは明治時代のこと。これは呉鎮守府や旧陸軍の軍港となった宇品港と広島湾周辺が軍事的に重要視されて以降に整備された近代的航路標識群の一つであり、広島湾の入口にあたるこの地に置かれた。
養殖業が始まったのは近年のこと。昭和53年（1978年）7月25日当時皇太子夫妻であった明仁親王・美智子妃がハマチ養殖場等の視察のために行幸啓。これを記念して行啓記念之碑が建立されている。
1974年1月9日、外浦の南側から山火事が発生。翌日にかけて島の面積の約半分にあたる110haが焼失。

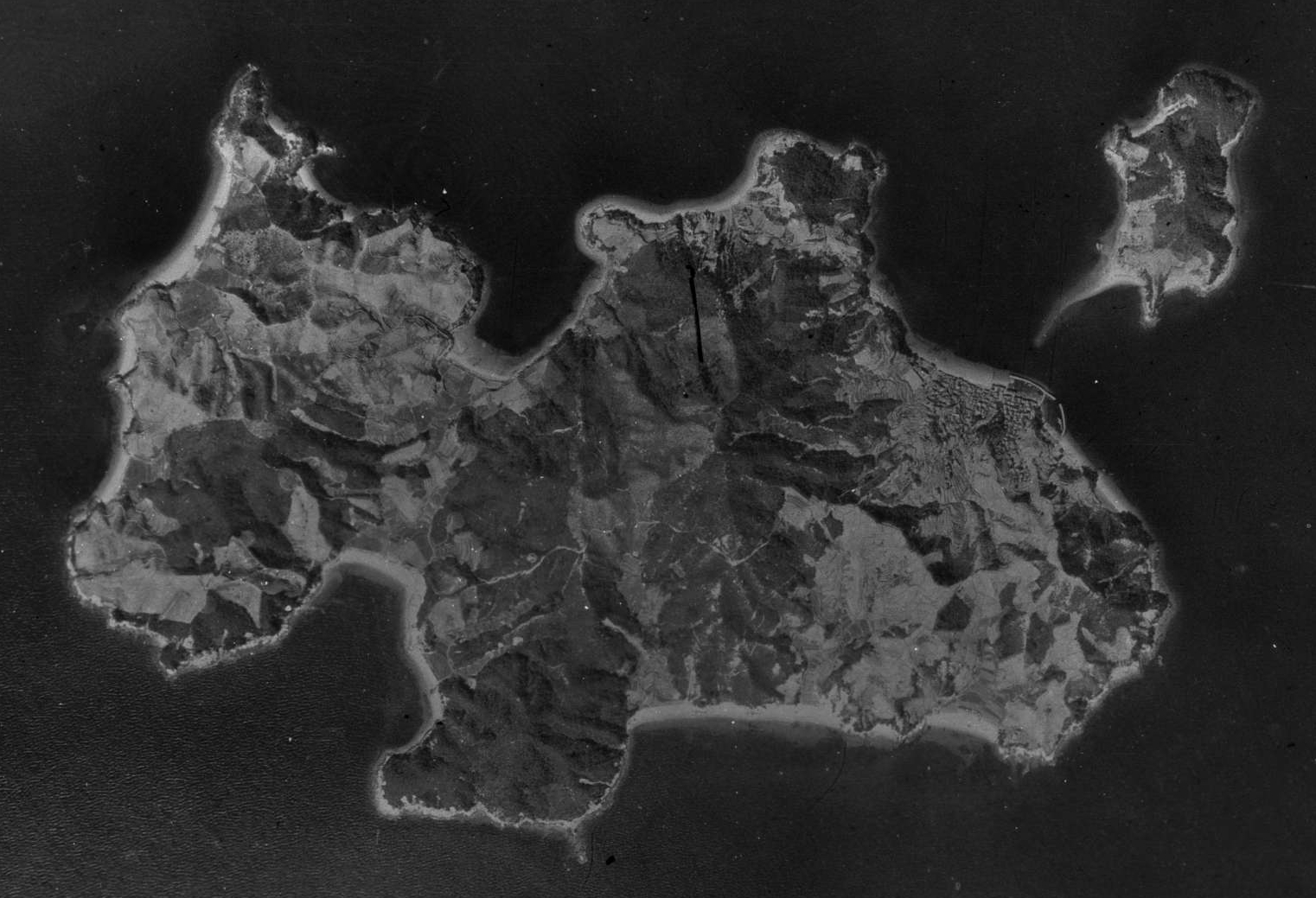
1947年アメリカ軍撮影。
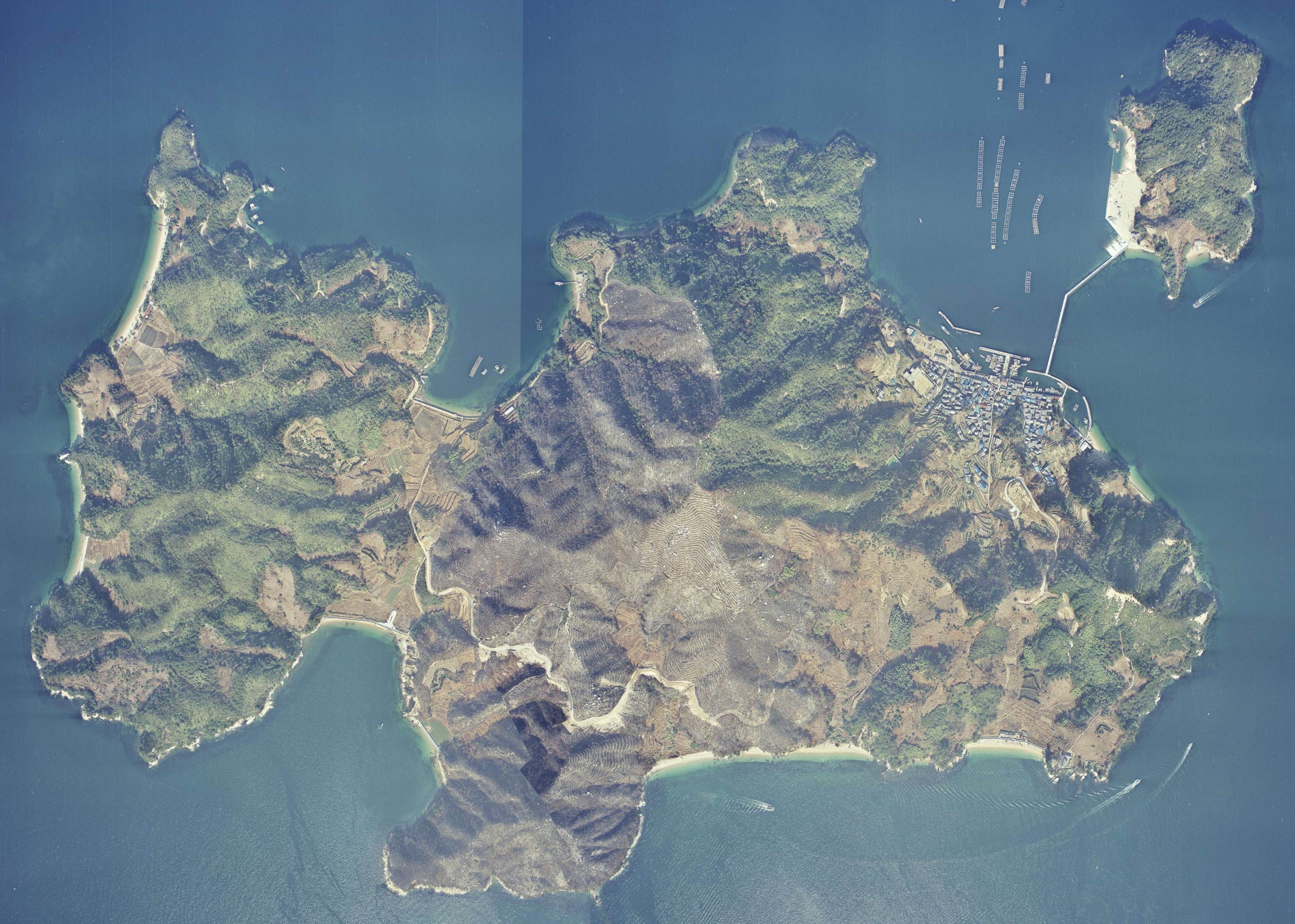
1974年
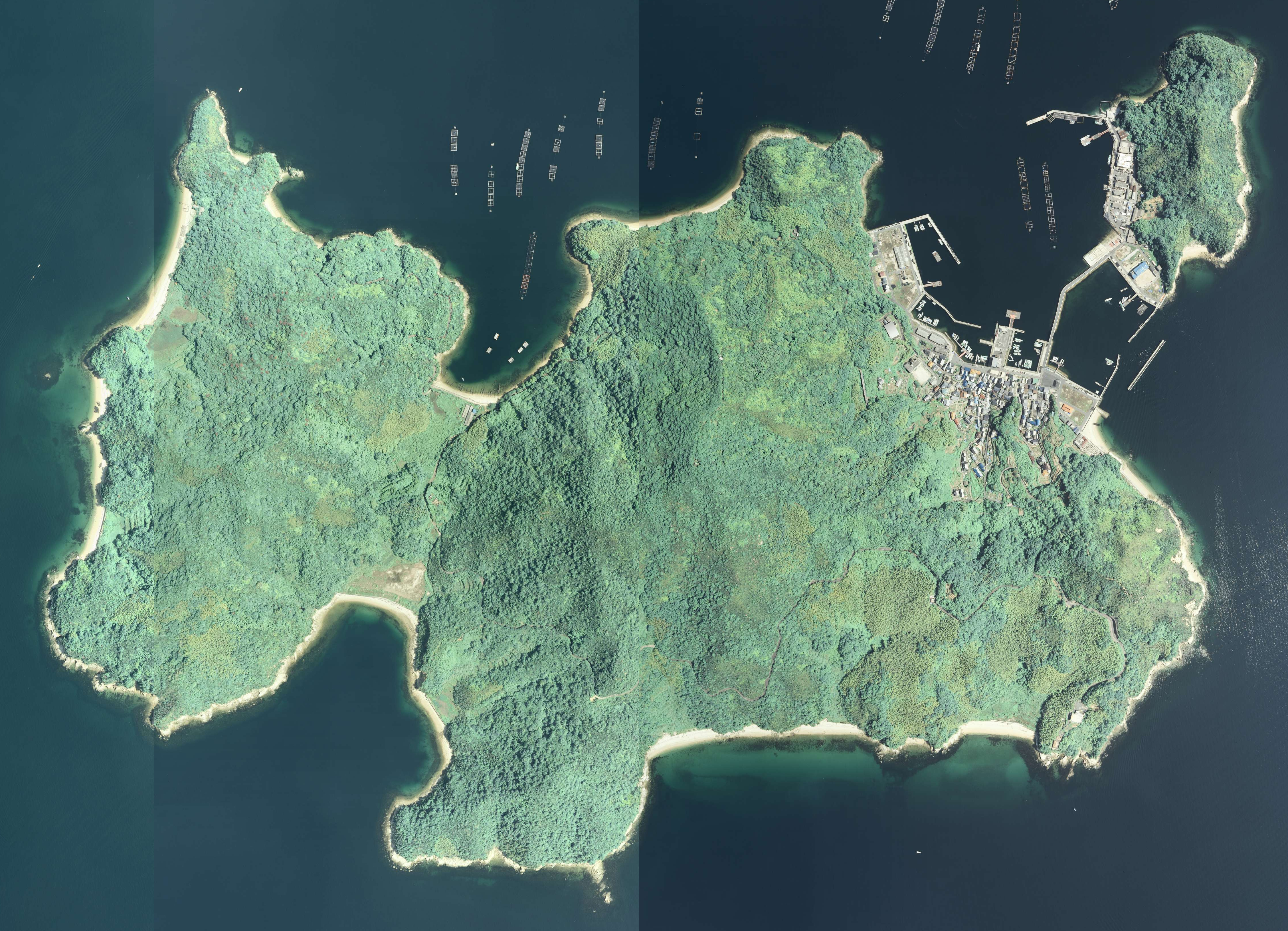
2008年
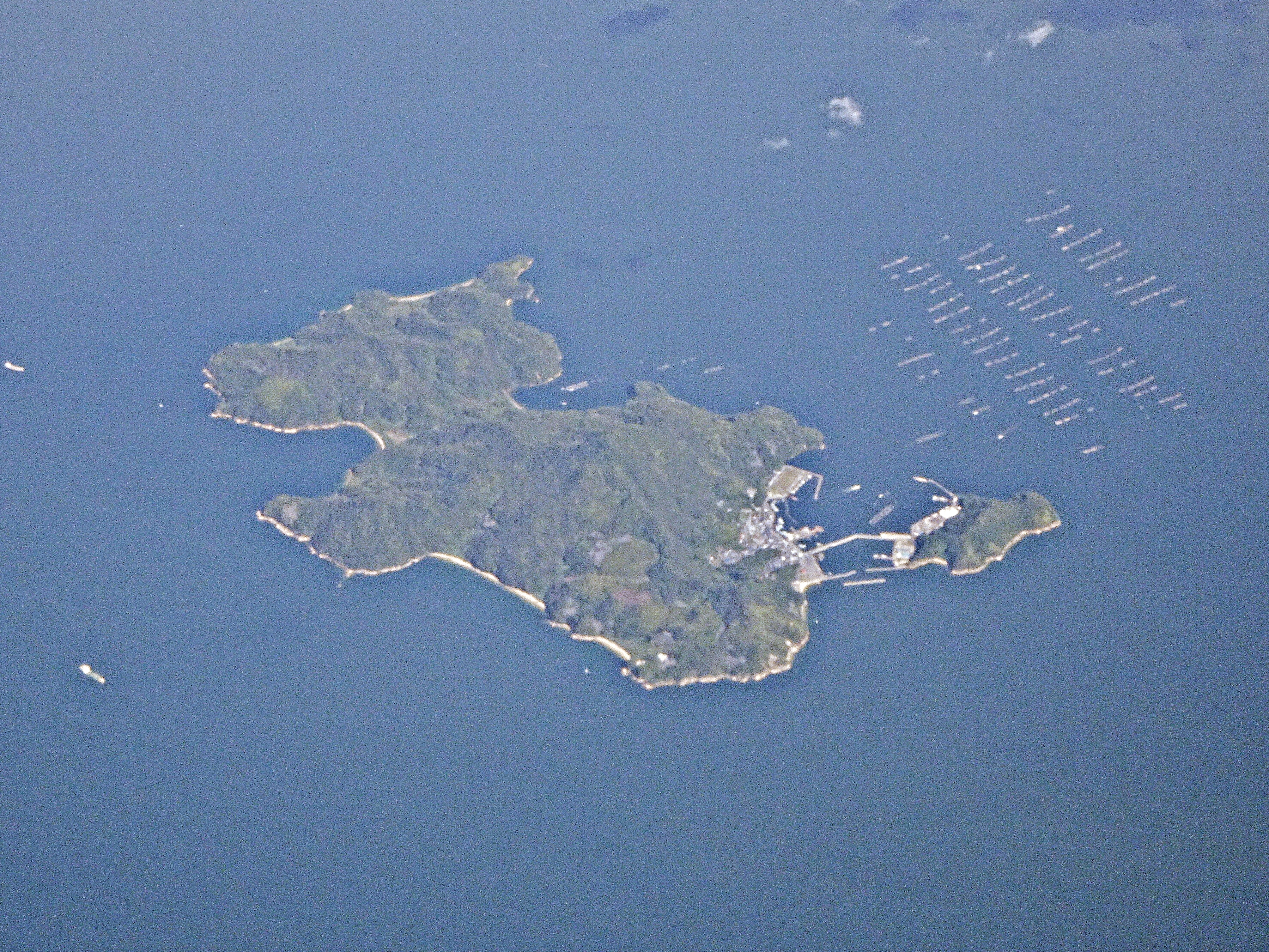
同島を空撮（2023年）
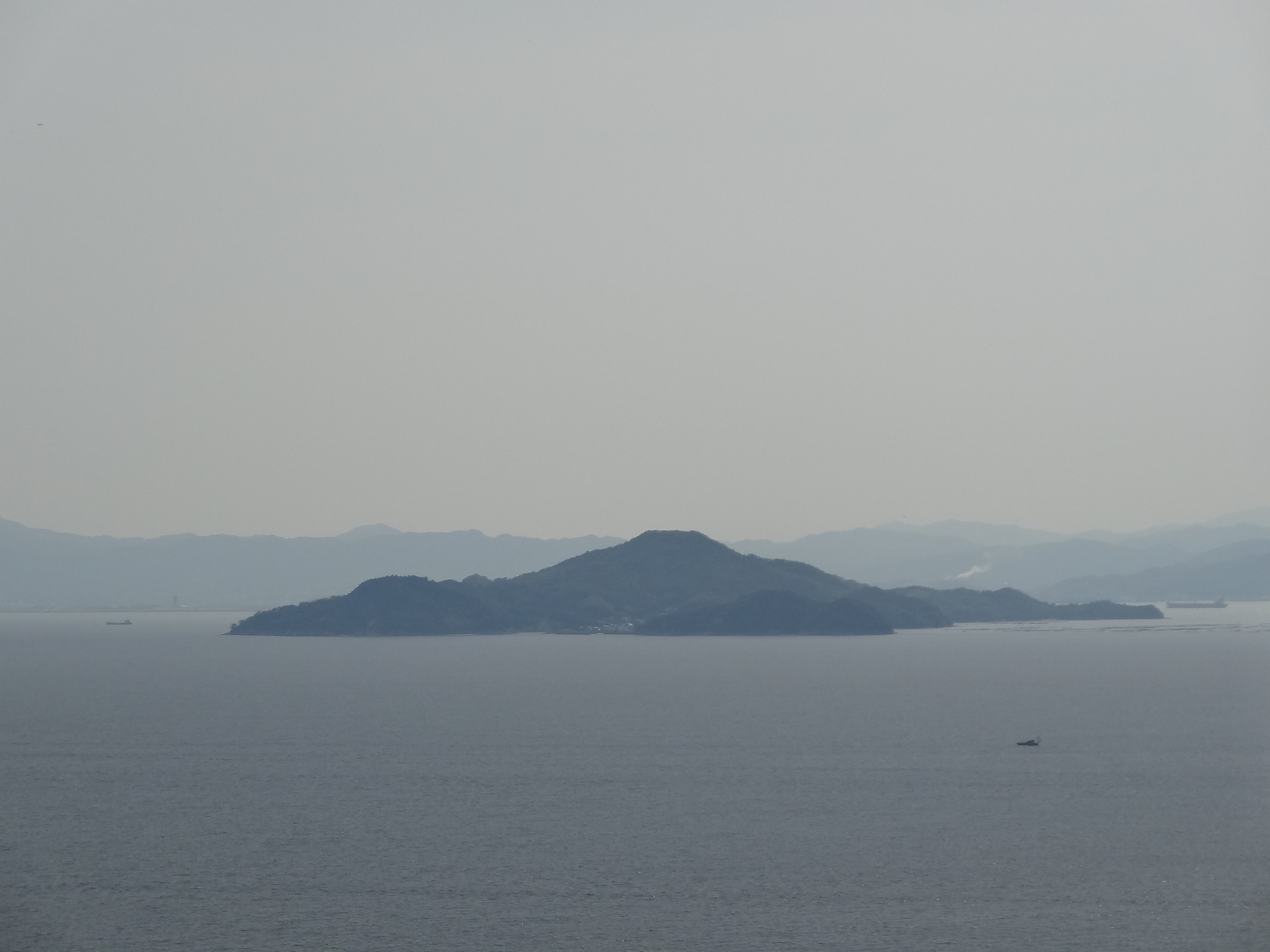
江田島市沖美町是長から撮影

## 生活
上水道は本土から海底送水している。逆に下水(し尿)は「大竹市漁業集落排水事業によるし尿及び生活雑排水等の処理」をおこなっている。
島内は光ケーブル網が整備されている。
島にあった阿多田小学校は2013年3月に統廃合により閉校になった。
島内には唯一の診療所がある。長く常勤医師が居なかったが、2008年7月に常勤医師が就いた。
- 阿多田島の町並みと商店
- 阿多田島と猪子島を結ぶコンクリート橋

## 観光・文化
水産業と自然を中心とした観光展開している。海上ではスナメリ（島ではデゴンドウと呼ばれる）の泳ぐ姿をたまに見ることが出来る。また島には江戸時代以降に建立された文化財も点在している。
観光名所・文化財など
- 長浦海浜 - 島の西にある海岸。県内に少なくなった自然海岸で県自然海浜保全地区に指定されている[4]。
- 海の家あたた - 大竹市が管理する宿泊施設。資料館はその付属施設にあたる。
  - 阿多田島灯台資料館
- 観音堂 - 観音山山頂にある。縁起は、寛永年間（1624年-1643年）に玖波村漁師の与右衛門が平戸沖で網に引っかかった観音像を持ち帰ったところ、観音像が夢のお告げで平戸が見えるところに祀れと言ったことから観音山に祀ったもの[22]。
- 演福寺 - 漁港の背面に鎮座する。享和3年（1717年）圓立（円山仙之助）が開山した浄土真宗本願寺派の寺院[23]。
- 阿多田島神社
  - 盃状穴 - この境内には盃状穴が開けられたものがある。広島県では初めて発見された盃状穴でもある[24]。
    - 日清戦争凱旋記念碑 : 参道にある石碑。3世紀後半から7世紀後半にかけて備中にあった箱型石棺の蓋を利用して作られたと言われている[24]。
    - 狛犬の台座×2 [24]

  - 四脚灯籠 - 文化13年（1816年）大工屋平左衛門が寄贈した灯籠。建立当時灯台の役目を担っていたと言われている。大竹市域において江戸時代の灯籠としては唯一のもので、これの台座にも盃状穴が開けられている[24]。
- 阿多田島海水浴場（廃止） - 90年代に閉鎖、それまでは夏季の阿多田島汽船の寄港地だった。

祭り
- 阿多田例大祭 - 毎年10月13日に行われる豊漁祈願祭。江戸時代から行われてきた[25]。
- あたた愛ランドで釣り大会

- 「あたたかい阿多田島」の碑
- 阿多田島神社の鳥居
- 行啓記念碑
- 阿多田島神社本殿

## 交通
小方港阿多田間で定期船が1日5往復運航されている。（所要時間35分）
- 阿多田島汽船
  - 小方港〜阿多田島

- 阿多田島桟橋旅客待合所
- 阿多田島汽船「涼凪」

## 島内の地名
この節の出典:

### 集落名
- 内深浦
- 外深浦
- 田ノ浦
- 長浦

### その他
- 高山(204ｍ)
- 観音山
- 長浦鼻
- 平床大鼻

## その他
この節の出典:

### 特記事項
- ハマチがブリの大きさになってもハマチと呼ぶ。
- 「ちょうぎにならん」はどうにもこうにもならないという意味のこの島の方言。
- 赤潮被害の予防活動をする「阿多田島漁協青年部」がある。
- 海面養殖の生産量は広島県で1番である。
- 島内に食事ができる店はない。
- 映画『典子は、今』の舞台になった。

### 阿多田島のねずみ騒動
昔、島におびただしい数のねずみが発生した。何とかして退治したが、今度はとてつもなく大きなねずみが現れ府中の田所正郷という人に退治してもらったという。

## 参考資料
- “広島県離島振興計画（平成２５年度～平成３４年度）” (PDF).   広島県 (2013年12月). 2016年2月29日閲覧。